# Draba aprica
Draba aprica är en korsblommig växtart som beskrevs av Chauncey Delos Beadle. Draba aprica ingår i släktet drabor, och familjen korsblommiga växter. Inga underarter finns listade i Catalogue of Life.